# Jáma Eliška
Jáma Eliška (Elisabethschacht) byl černouhelný hlubinný důl v Žacléři na Žacléřsku. Byla založena v letech 1868–1870.

## Historie
Jáma byla hloubena na dolové míře Marie-Elisabeth rodinou Gaberlovou. V roce 1860 byla prodána baronu Adolfu Silbersteinovi, který jámu nechal prohloubit v letech 1868–1870. Jáma Eliška byla největším producentem černého uhlí. V polovině sedmdesátých let 19. století postihla uhelný průmysl odbytová krize, nejvíce těžaře barona Silbersteina. Jeho majetek byl v konkurzním řízení prodán. Majetek vlastnil nejdříve F. Stroussberg, později Žacléřský spolek, v roce 1881 majetek odkoupil Frankfurtský hypotéční a úvěrový spolek ve Frankfurtu nad Mohanem, v roce 1886 firma Erlanger a synové z Frankfurtu za 1 134 000 říšských marek. V roce 1898 byl důl prodán Západočeskému báňskému akciovému spolku (ZBAS). Po ukončení druhé světové války byly doly ZBAS dány pod národní správu a od 1. ledna 1946 byly znárodněny a začleněny pod národní podnik Východočeské uhelné doly (VUD). V roce 1950 doly na Žacléřsku byly sloučeny a přejmenovány na Důl Jan Šverma. Těžba byla ukončena na Dole Jan Šverma v roce 1992.

## Jáma
Jáma obdélníkového profilu 7,0 x 2,5 m (světlý průřez 6,6 x 2,0 m) do hloubky 148 m. Z ohlubně byla vyzděna cihlovým zdivem, dále byla ve výdřevě. Začátkem 20. století byla lanovka mezi jámou Eliška a areálem jam Marie a Julie. Do roku 1920 byla těžba převedena jámy Marie a Julie. Jáma Eliška byla v letech 1920–1930 jámou vodní a částečně sloužila k větrání. V období druhé světové války (1939–1945) byla zrušena železniční vlečka a období 1945–1948 lanová dráha. Jáma Eliška v roce 1968 byla zlikvidována zasypáním. Na jámě Eliška se uhlí třídilo ručně (tzv. suché třídění), vytříděná hlušina, která obsahovala velké procento uhelného prachu a uhelných proplástků, se ukládala na odval. To byl také důvod proč v šedesátých letech se odval vznítil a prohořel.